# William Chalmers Burns
William Chalmers Burns, född 1 april 1815 och död 4 april 1868, var en skotsk missionär.
Burns utsändes 1847 till Kina av den engelska presbytarianska kyrkan. Missionens arbetsvillkor var då ännu mycket osäkra, men Burns kunde dock som evangelist utföra ett omfattande grundläggningsarbete utefter kusten från Hongkong till Manchuriet. Han blev därmed en av banbrytarna för den evangeliska missionen i Kina.

### Trycka källor
- Svensk uppslagsbok, Lund 1930